# Дифазиаструм Цейлера
Двурядник Зейллера, или Дифазиаструм Зейллера, или Плаун Зейллера (лат. Diphasiastrum × zeilleri) — вечнозелёное многолетнее растение; вид рода Дифазиаструм (Diphasiastrum) семейства Плауновые (Lycopodiaceae)

## Ботаническое описание
Вечнозелёное многолетнее травянистое растение. Его надземные, стерильные ступеньки несколько сплюснуты, серо-зелёные и часто матовые сине-серые снизу. Вентральные листья маленькие и короче боковых листьев. Форма листьев чешуйчатая. Основной побег, свободный от хлорофилла, растёт под землей.

## Распространение и среда обитания
Широко распространён в Северном полушарии: Северная Америка (западная часть), Атлантическая Европа, Восточная и Центральная Европа, Скандинавский, Средиземноморский, Монгольский, Японо-Китайский флористические районы.
Прекрасно растёт во влажной среде, характерной для тропических дождевых лесов. Он требует сбалансированного полива, предпочтительно еженедельного. Как вечнозелёное растение, двурядник Зейллера сохраняет листву круглый год и нуждается в постоянной влаге для поддержания пышного внешнего вида. Он предпочитает непрямой свет и постоянно влажные условия.

## Происхождение
Двурядник Зейллера возник в результате гибридизации Diphasiastrum complanatum (L.) Holub и Diphasiastrum tristachyum (Pursh) Holub. При этом вероятнее всего, что Diphasiastrum × zeilleri на сегодняшний день расселяется абсолютно самостоятельно, а не возникает в результате актов спонтанной гибридизации родительских видов.

## Классификация/Систематика
Синонимы
- Diphasiastrum complanatum ssp. Зейлери (Руи) Кукконен
- Diphasium complanatum ssp. Зейлери (Руи) Пацина
- Diphasium zeilleri (Rouy) Дамбольдт
- Lycopodium alpinum раса zeileri Rouy
- Lycopodium zeilleri (Rouy) Greuter & Burdet